# Filip Walotka
Filip Walotka (ur. 17 lutego 1980 w Zgorzelcu) – polski lekkoatleta, sprinter.
Zawodnik klubów: MKS Osa Zgorzelec, Skra Warszawa i AZS-AWF Wrocław. Olimpijczyk z Sydney (2000). Dwukrotny wicemistrz Europy juniorów (Ryga 1999) w biegu na 400 m (46.42) i w sztafecie 4 x 400 m (3:08.15), 4. zawodnik Młodzieżowych Mistrzostw Europy (bieg na 400 m - 46.58 Amsterdam 2001). Dwukrotny mistrz Polski w sztafecie 4 x 400 m (2001, 2002). Rekord życiowy na 400 m - 46.42 (1999). Aktualny rekordzista Polski w biegu 400m ppł juniorów młodszych 52.00s. Studiował i trenował w Kalifornii – USA, stypendium sportowe i naukowe. Absolwent McKendree University (USA).